# Erling Dinesen
Erling Kristian Dinesen, född 25 februari 1910 i Næstved, död 17 september 1986 i Gentofte, var en dansk socialdemokratisk politiker och fackföreningsledare. Han var folketingsledamot 1964-1979 och arbetsminister i ett flertal regeringar.

## Bakgrund & facklig karriär
Erling Dinesen var son till pappersarbetaren Julius Dinesen (1880-1950) och Anna Kristine Nielsen (1885-1968). Efter folkskolan gick han i lära som expedit inom den danska kooperationen. Efter lärlingstiden var han anställd på flera olika kooperativa verksamheter innan han kom till Roskilde 1931, där han började engagera sig fackligt och politiskt. Han blev styrelseledamot i den lokala avdelningen av Handels- og Kontormedhjælperforeningen (HK) och ordförande av Faglig Ungdom i Roskilde (1935). Han blev sedan ordförande av HK i Roskilde (1937) och därefter sekreterare (1943-1945) och verksamhetschef (1945-1949) för HK på riksplan. Han efterträdde sedan Gustav Pedersen som förbundsordförande 1949, en befattning som han innehade till 1963. Under hans ledarskap ändrade förbundet namn till Handels- og kontorfunktionærernes forbund 1953 och medlemsantalet växte kraftigt; från 60 000 medlemmar 1949 till 100 000 medlemmar 1963. Han var en av dem som stod bakom införandet av lika lön mellan könen på den privata arbetsmarknaden. Hans växande betydelse som fackföreningsledare gjorde att han blev ledamot i De samvirkende Fagforbunds, numera LO:s, verkställande utskott (1950-1963). Han var även ledamot i Lærlingerådet (1950-1963), Arbejderbevægelsens Erhvervsråd (1950-1963), Arbejdsrådet (1954-1963), Landsskatteretten (1957-1963) och den socialdemokratiska pressen (1958-1963 & 1969-1971).

## Politisk karriär
Dinesens politiska karriär började som ledamot i Socialdemokratiet i Roskilde och som ledamot i Roskilde stadsfullmäktige (1943-1946). Han blev tillfrågad om att gå med i Jens Otto Krags regering 1962, men avstod. Han fick ett nytt erbjudande om att bli arbetsminister året därpå och tackade ja. Under hans mandatperiod utökades arbetsdepartementets befogenheter, då flera sociala frågor med anknytning till arbetsmarknaden blev en del av departementets ansvarsområden. Han gjorde också upp med de byråkratiska och hierarkiska strukturerna inom departementet. Bland de viktigaste reformerna som genomfördes under hans ledning var införandet av allmän tilläggspension (ATP) 1964 och a-kassareformen 1967, som innebar att a-kassans storlek nästan motsvarade arbetsmarknadens minimilöner. Han genomförde också en stor reform av den danska arbetsmiljölagen 1975. Vid sidan om sitt ministerämbete var han från 1965 även ledamot i partistyrelsen och verkställande utskott samt vice partiordförande (1969-1973). Han var ledamot i den socialdemokratiska regeringens ekonomiska utskott och var personlig rådgivare åt Jens Otto Krag. Han var tillförordnad partiledare 1972-1973 efter Jens Otto Krags avgång men överlät sedan uppdraget till Anker Jørgensen. Dinesen fortsatte som arbetsminister till 1973 samt 1975-1976, men med minskat inflytande.
Dinesen fortsatte som ordinarie folketingsledamot till 1979 och var europaparlamentariker 1977-1979. Han lämnade därefter politiken och verkade som ordförande av Det centrale handicapråd från 1980 samt som ledamot i Nordiska investeringsbankens kontrolkommitté.